# Завршје (Брестовац)
Завршје је насељено место у општини Брестовац, у западној Славонији, Република Хрватска.

## Историја
До нове територијалне организације налазило се у саставу бивше велике општине Славонска Пожега.

## Становништво
Насеље је према попису становништва из 2011. године имало 323 становника.
| Националност       | 1991.        |
| Хрвати             | 215 (83,98%) |
| Срби               | 26 (10,15%)  |
| Југословени        | 4 (1,56%)    |
| остали и непознато | 11 (4,29%)   |
| Укупно             | 256          |